# Piotr Boroń (ur. 1962)

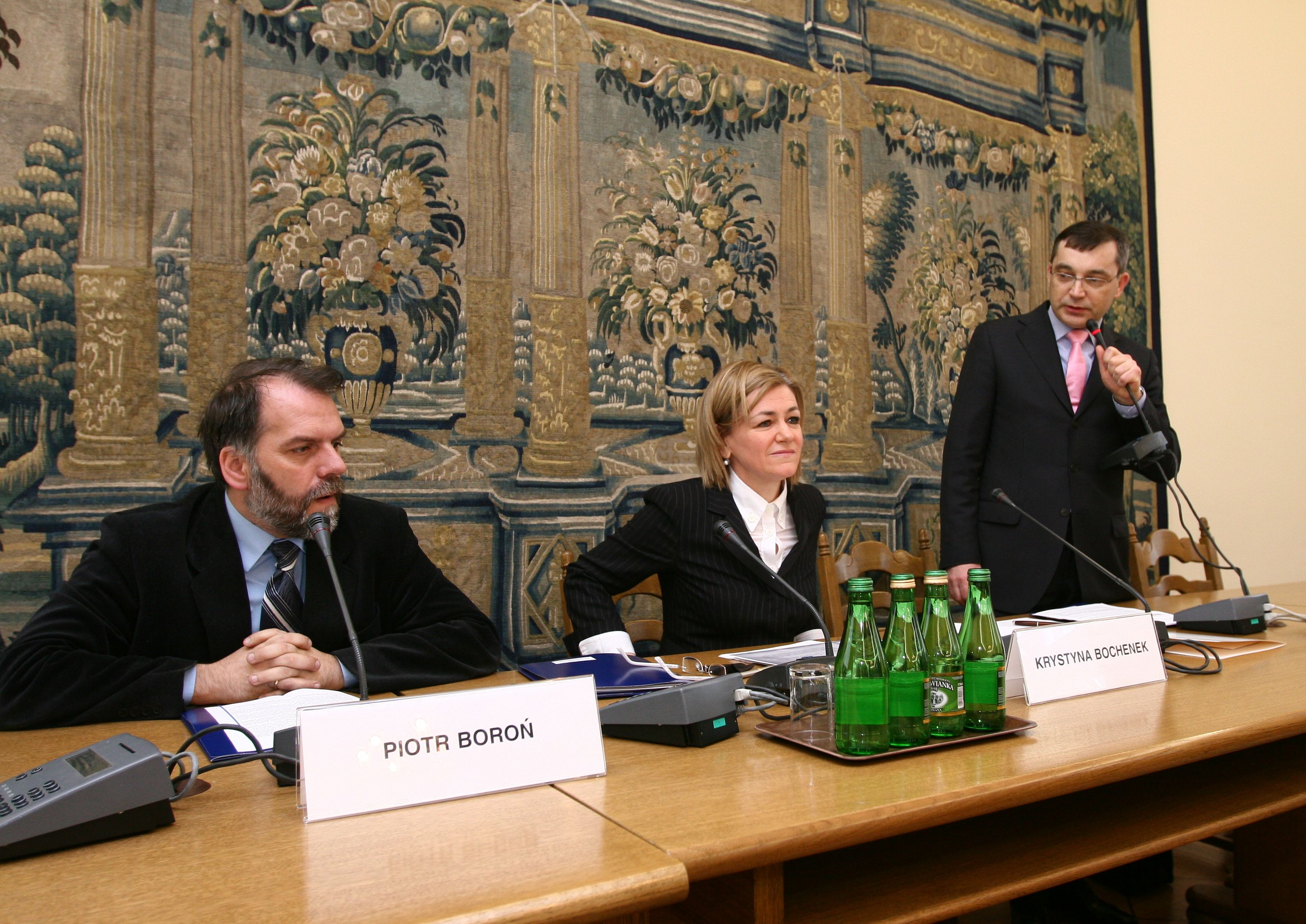
Piotr Boroń (pierwszy z lewej) podczas konferencji Jak stworzyć prawo autorskie na miarę XXI wieku – pierwsze kroki w Senacie (2008)

Piotr Marian Boroń (ur. 2 lipca 1962 w Krakowie) – polski polityk, historyk i samorządowiec, senator VI kadencji, w latach 2007–2010 członek Krajowej Rady Radiofonii i Telewizji.

## Życiorys
W 1986 ukończył studia historyczne na Wydziale Filozoficzno-Historycznym Uniwersytetu Jagiellońskiego. Dwukrotnie uzyskiwał stypendium Fundacji Lanckorońskich z Brzezia. W 2004 ukończył studia podyplomowe na Akademii Górniczo-Hutniczej w Krakowie w specjalności zarządzanie przedsiębiorstwem i zarządzanie w oświacie. Od 1990 pracował jako nauczyciel historii w V Liceum Ogólnokształcącym im. Augusta Witkowskiego w Krakowie, którego jest absolwentem.
Był pomysłodawcą i organizatorem m.in. kilku wystaw muzealnych, tzw. Majówek pod Kopcem Kościuszki i Małopolskich Przeglądów Pieśni Patriotycznej. Współtworzył Zwierzyniecki Salon Artystyczny. Jest także wydawcą kilku śpiewników pieśni historycznych, autorem albumów i artykułów prasowych. W 1994 założył i redaguje pismo parafialne „Tygodnik Salwatorski”. Należy do Akcji Katolickiej, Komitetu Obywatelskiego Miasta Krakowa, Bractwa Kurkowego.
W 1994 został wybrany do Rady Dzielnicy VII Miasta Krakowa. W latach 1998–2002 był radnym rady miasta i przewodniczącym Komisji Kultury i Ochrony Zabytków. Od 2002 do 2005 zasiadał w sejmiku małopolskim, którego był przewodniczącym. Reprezentował Polskę w Komitecie Regionów Unii Europejskiej.
W 2001 z listy Prawa i Sprawiedliwości bez powodzenia kandydował do Sejmu, a w 2005 uzyskał mandat senatora VI kadencji w okręgu krakowskim. W Senacie pełnił funkcję zastępcy przewodniczącego Komisji Kultury i Środków Przekazu oraz członka Komisji Emigracji i Łączności z Polakami za Granicą, reprezentował Polskę w Zgromadzeniu Parlamentarnym NATO. 18 września 2007 został przez prezydenta Lecha Kaczyńskiego powołany w skład Krajowej Rady Radiofonii i Telewizji, tracąc tym samym mandat senatora. W związku z nieprzyjęciem przez Sejm i Senat sprawozdania KRRiT za 2009, potwierdzonym przez tymczasowo wykonującego obowiązki prezydenta RP, jego kadencja zakończyła się w 2010. Po zakończeniu pracy w KRRiT podjął współpracę z Prawicą Rzeczypospolitej.
W wyborach samorządowych w 2010 bez powodzenia kandydował na radnego oraz prezydenta Krakowa z ramienia komitetu Prawica Razem Wspólnota Samorządowa (uzyskał 1,18% głosów, co było 5. wynikiem spośród 6 kandydatów), powrócił następnie do pracy w zawodzie nauczyciela w V Liceum Ogólnokształcącym im. Augusta Witkowskiego w Krakowie. W 2014 bezskutecznie kandydował do sejmiku małopolskiego z listy PiS (jako reprezentant Prawicy Rzeczypospolitej). W 2018 wystartował natomiast do rady powiatu krakowskiego, nie uzyskując mandatu.

## Odznaczenia
W 2017, za wybitne zasługi w działalności na rzecz przemian demokratycznych w Polsce, za kultywowanie tradycji patriotycznych i upamiętnianie prawdy o najnowszej historii Polski, odznaczony Krzyżem Kawalerskim Orderu Odrodzenia Polski.

## Życie prywatne
Od 2002 żonaty (żona Anna), ma syna Andrzeja.